# ناثان فيلبس
ناثان فيلبس (بالإنجليزية: Nathan Phelps)‏ هو كاتب أمريكي، ولد في 22 نوفمبر 1958 في توبيكا في الولايات المتحدة.

## وصلات خارجية
- الموقع الرسمي